# Камень-над-Одрою
Камень-над-Одрою (пол. Kamień nad Odrą) — село в Польщі, у гміні Ґожице Водзіславського повіту Сілезького воєводства.